# Eximperitus
Eximperituserqethhzebibšiptugakkathšulweliarzaxułum (сокр. Eximperitus) — белорусская техникал-дэт-метал-группа из Минска, основанная в 2009 году. Тексты песен посвящены «богам Древних миров, описанию ритуалов и магических систем, королям Древнего Востока, чьи имена похоронены в руинах пустынь, ссылкам на теорию палеоконтакта, путешествиям между мирами и самым мрачным философским постулатам».

## Название
Как заявил основатель группы в интервью: «Это индивидуально-авторский агглютинативный неологизм, в котором задействованы термины традиции Хаосатанизма на латыни, древнеегипетском, аккадском и шумерском языках. Целостно он являет собой имя антивселенной. При делении на фрагменты, он образует магическое заклятие бесформенных повелителей предначальной Тьмы».

## История
Группа была образована в Минске в 2009 году и выпустила своё первое демо — Triumpho Tenebrarum In Profundis Mors — в 2011 году. Два года спустя группа выпустила ещё одно демо, Promo 2013.
В 2016 году Eximperitus выпустили свой дебютный полноформатник Prajecyrujučy Sinhuliarnaje… на японском лейбле Amputated Vein Records. За дебютом в 2017 году последовал EP W2246-0525, который продемонстрировал следующий шаг в эволюции коллектива.
В то время как началась работа над очередным полноформатным альбомом, группа выпустила сингл «Tahâdu» в 2019 году. Песня продемонстрировала дальнейший прогресс в звучании группы и создании песен и привлекла внимание растущего легиона поклонников.
29 января 2021 года был выпущен второй полноформатный альбом группы Šahrartu. Пластинка вышла на лейбле Willowtip Records. Альбом получил крайне положительные отзывы от музыкальных критиков.
9 декабря 2021 года на лейбле Willowtip Records вышел сингл «Opium». Группа комментирует: «Пришло время отдать дань уважения настоящему вдохновению. В преддверии выхода нашего третьего альбома мы представили переосмысление композиции „Opium“ могучей группы Dead Can Dance. Их величественное творчество было средством передвижения, особенно на этапе музыкального путешествия к истокам древнего Востока».

## Музыкальный стиль
Invisible Oranges пишет, что группа «берёт за основу риффы современной флоридской школы дэт-метала и переворачивает их с ног на голову». На втором полноформатном альбоме стиль группы изменился в сторону более разнообразного и мелодичного подхода, но ущерба для брутальности. В своём творчестве коллектив часто использует восточные мелодии. В рецензии на альбом Šahrartu Роберт Гарленд из Sputnikmusic пишет, что Eximperitus создали один из самых интересных вариантов дэт-метала, а сам альбом назвал одним из самых интересных и пронзительных дэт-метал-альбомов года.

## Дискография

### Студийные альбомы
- 2016 — Prajecyrujučy Sinhuliarnaje Wypramieńwańnie Daktryny Absaliutnaha J Usiopahłynaĺnaha Zła Skroź Šaścihrannuju Pryzmu Sîn-Ahhī-Erība Na Hipierpawierchniu Zadyjakaĺnaha Kaŭčęha Zasnawaĺnikaŭ Kosmatęchničnaha Ordęna Palieakantakta, Najsta
- 2021 — Šahrartu

### Демо, сборники, EP
- 2011 — Triumpho Tenebrarum In Profundis Mors (демо)
- 2013 — Promo 2013 (демо)
- 2017 — W2246-0526 (EP)
- 2018 — 暗黑艺术执政 (сборник)

## Состав
Участники группы анонимны.